# Ворота Сент-Антуан

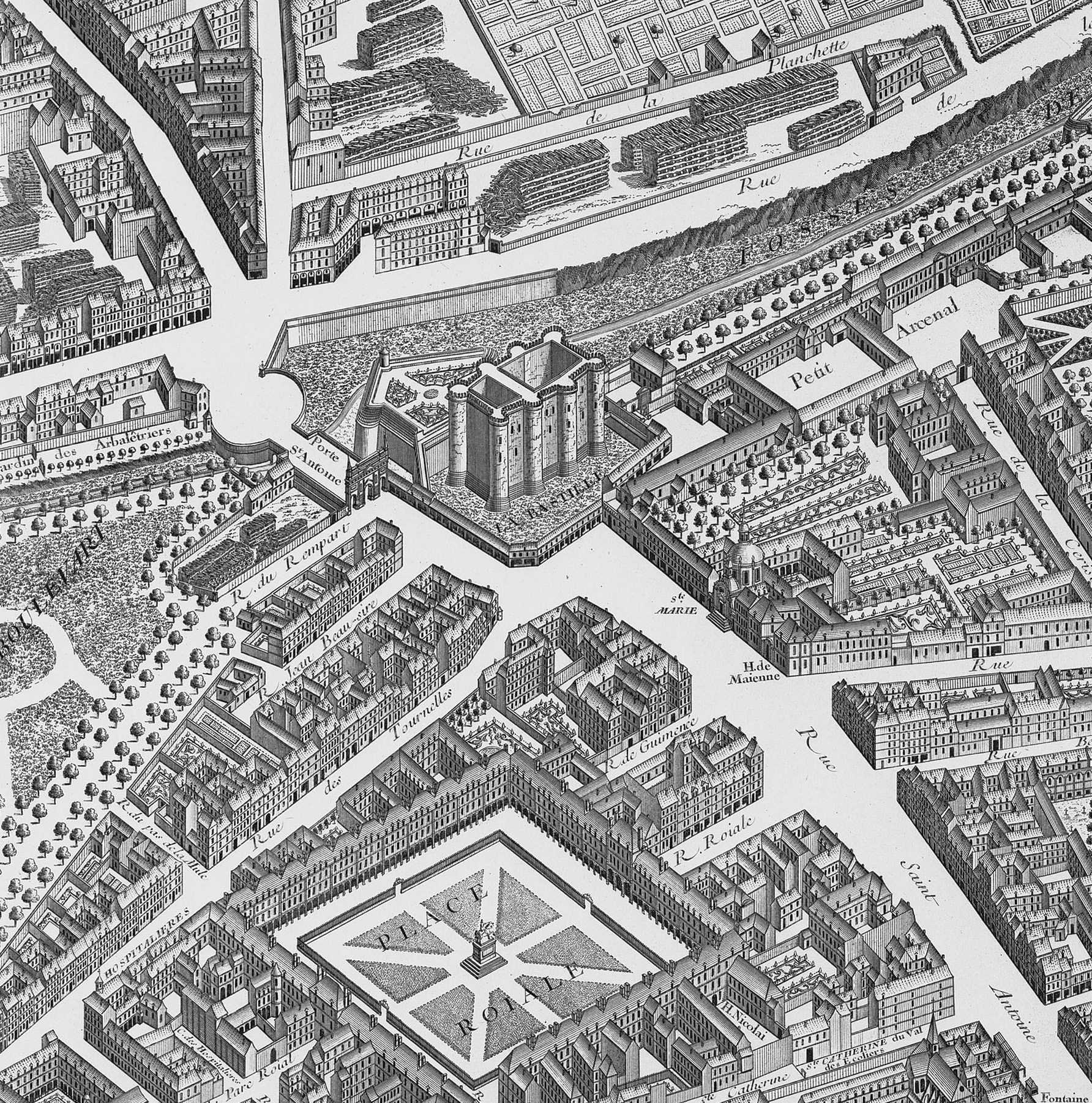
Ворота Сент-Антуан на плане Парижа 1739 года. Ворота расположены слева от Бастилии.

Ворота Сент-Антуан (фр. Porte Saint-Antoine) — городские ворота средневековых крепостных стен Парижа, закрывавшие проход в восточном направлении на Мо и Мелён. Находясь под защитой пушек Бастилии, связывали центр города с предместьем Сент-Антуан. Ворота существовали с начала XIII века по 1778 год.

## История

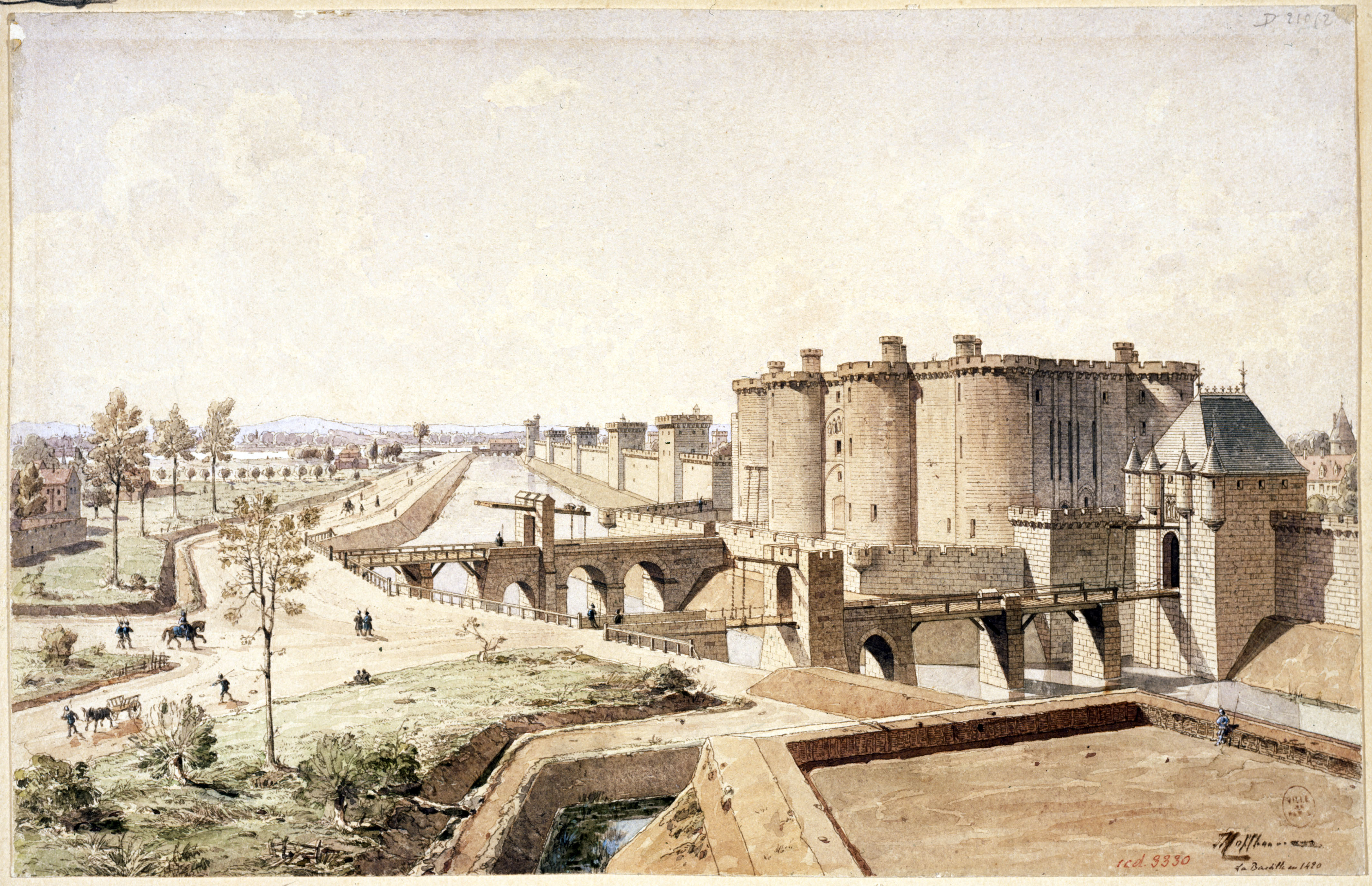
Реконструкция восточных укреплений Парижа в 1420 году: слева направо рвы с подъёмными мостами, Бастилия и укреплённые ворота Сент-Антуан

В 1190 году, перед уходом в крестовый поход, король Филипп II Август распорядился оградить Париж крепостной стеной с башнями и укреплёнными вратами. Стена, получившая название крепостная стена Филиппа Августа, на правом берегу Сены строилась в 1190—1209 годах. Тогда же были возведены первые Сент-Антуанские ворота, называемые иногда ворота Боде (фр. Porte Baudet). Город быстро рос и в 1356 году Карл V приказал построить новую стену, охватывающую значительно большую территорию. Новые Сент-Антуанские ворота были перенесены на 500 метров дальше от центра города, а старые снесены в 1382 году так как мешали движению. Сент-Антуанские, наряду с воротами Сен-Мартен, Сен-Дени, Монмартр, Сент-Оноре и Новыми Воротами были одними из шести ворот правобережной части укреплений Парижа.

### Возведение Бастилии
Первоначально ворота представляли собой две башни, но в 1367 году король Карл V решил перестроить их в настоящий укрепленный замок, имеющий собственный гарнизон и арсенал, и предназначенный для защиты стен и валов восточного Парижа. Две уже имеющиеся башни были реконструированы, в течение последующих пятнадцати лет были построены ещё 6 башен, внутренний дворик и окружающий всё сооружение двойной ров. К 1383 году строительство крепости, получившей название Бастилия, было закончено.

### XV—XVIII века

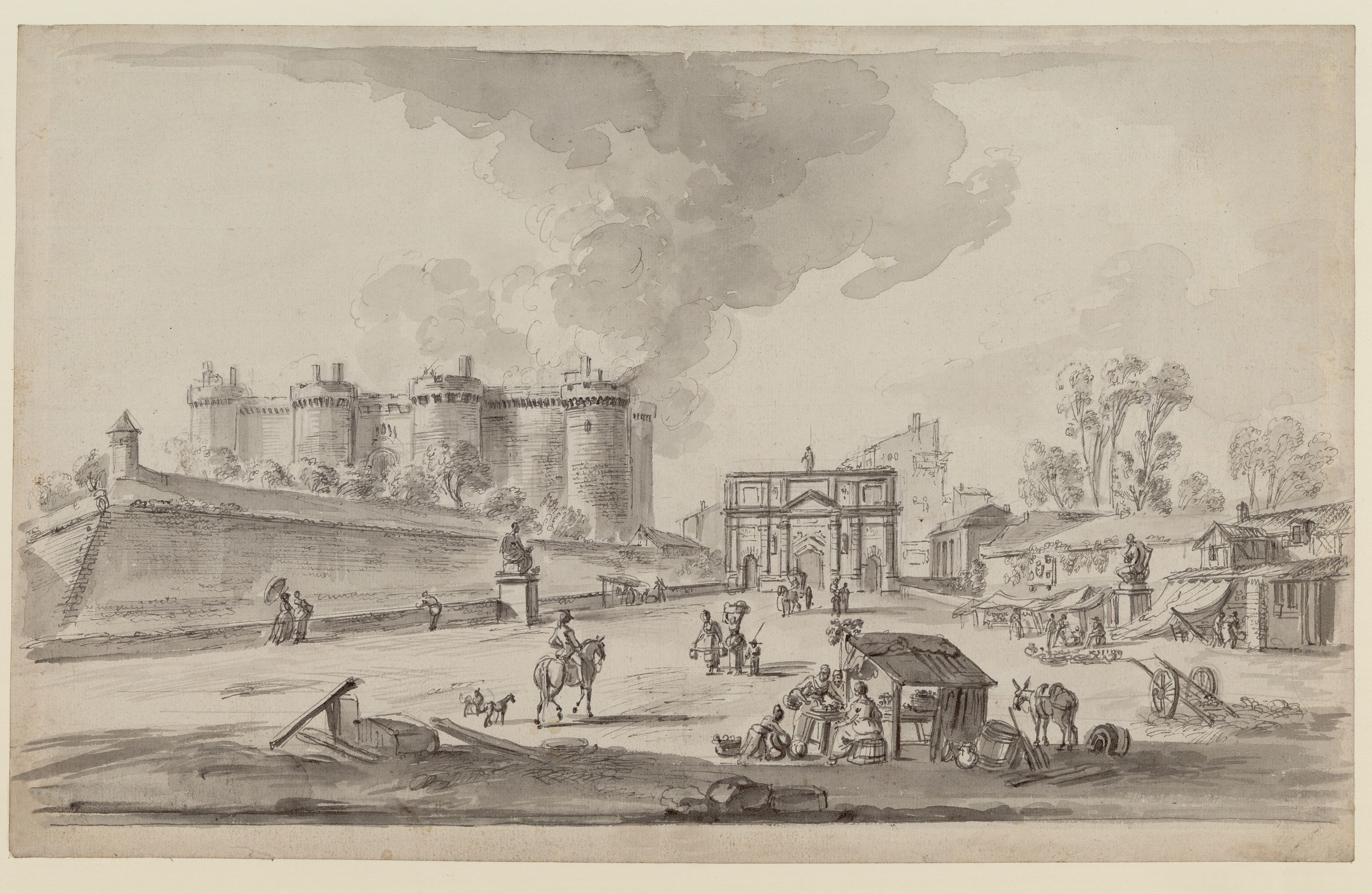
Сент-Антуанские ворота и Бастилия на рисунке художника Жана-Батиста Лаллемана. 1789 год

Некоторое время движение между улицей Сент-Антуан и пригородом осуществлялось через ворота Бастилии и её внутренний двор, но в начале XV века были построены новые Сент-Антуанские ворота, примыкавшие к северной стене крепости. На этом месте ворота простояли до конца XVII века. От ворот веером расходились улицы Сент-Антуанского предместья — Шарантонская, Сент-Антуанская и Шароннская.
В 1652 году на площади перед Сент-Антуанскими воротами проходила заключительная часть сражения в Сент-Антуанском предместье между королевскими войсками и войсками Фронды под предводительством принца Конде.
В 1670 году архитектор Николя-Франсуа Блондель добавил к воротам две арки в память торжественного въезда в город через них Людовика XIV перед его свадьбой с инфантой Марией-Терезией Австрийской. Скульптор Жерар ван Опсталь (1594—1668) создал статуи, располагавшиеся в нишах ворот и символизирующие Францию, Испанию и бога брака Гименея.
К концу XVII века века ворота окончательно утратили свое фортификационное значение и в 1778 году было решено их снести. Ворота находились в районе современной площади Бастилии и улицы Сент-Антуан.

## Сент-Антуанские ворота в культуре
Сент-Антуанские ворота неоднократно упоминаются в романах Александра Дюма «Графиня де Монсоро», «Три мушкетера», «Двадцать лет спустя» и др.